# Pierre Niney
Pierre Niney (ur. 13 marca 1989 w Boulogne-Billancourt) – francuski aktor filmowy, teatralny i telewizyjny. Laureat Cezara dla najlepszego aktora za tytułową rolę w filmie Yves Saint Laurent (2014) Jalila Lesperta. Jedną z ważniejszych kreacji aktorskich stworzył również w filmie Frantz (2016) François Ozona.

## Życiorys

### Wczesne lata
Urodził się w Boulogne-Billancourt jako syn François Nineya, profesor kina dokumentalnego w École normale supérieure, Fémis i Instytutu Nauk Politycznych w Paryżu, filozofa i krytyka filmowego. Jego matka była autorką podręczników kreatywnych hobby. Dorastał wraz z dwiema siostrami, z których jedna jest pięć lat starsza od niego, w 14. dzielnicy Paryża. Jego ojciec jest pochodzenia egipskiego, a jego matka katoliczką. Pierre Niney ma także przyrodniego brata, Hectora Nineya, syna François Nineya. Uczęszczał do Lycée Claude-Monet.

### Kariera
Karierę aktorską rozpoczął w wieku jedenastu lat, występując na scenie. Bardzo szybko pokazał swój talent i został przyjęty na studia teatralne.
Zadebiutował na ekranie jako François w filmie krótkometrażowym La Consolation (2007). Rok potem pojawił się jako Loïc w komedii młodzieżowej Nasza osiemnastka (Nos 18 ans, 2008). W tym samym roku zagrał rolę Juliena, sympatycznego przyjaciela głównej bohaterki Loli w niezwykle udanej komedii LOL (Laughing Out Loud) (2008) z Sophie Marceau. W 2009 brał udział w dwóch filmach wojennych: produkcji luksembursko-szwajcarskiej Réfractaire w roli Armando i dramacie Bojownicy z czerwonego afisza (L'Armée du crime) jako Henri Keltekian z Virginie Ledoyen.
W październiku 2010, w wieku zaledwie 21 lat, został najmłodszym stażystą Comédie-Française.
W 2014 wystąpił w tytułowej roli słynnego projektanta mody w Jalila Lesperta Yves Saint Laurent (2014). Użyczył swojego głosu jako Strach we francuskiej wersji językowej filmu W głowie się nie mieści (Inside Out, 2015). W biograficznym filmie przygodowym Odyseja (L'odyssée, 2016) zagrał postać lotnika Philippe-Pierre’a Cousteau, syna kapitana Jacques’a-Yvesa Cousteau (Lambert Wilson).

## Życie prywatne
W 2008 związał się z australijską aktorką i fotografką Natashą Andrews. Mają dwie córki: Lolę (ur. 11 grudnia 2017) i Billie (ur. 2019).

## Filmografia
- 2007: La Consolation jako François
- 2008: Nasza osiemnastka (Nos 18 ans) jako Loïc
- 2008: LOL jako Julien
- 2009: Bojownicy z czerwonego afisza (L'armée du crime) jako Henri Keltekian
- 2009: Réfractaire jako Armand
- 2010: Przepis na miłość jako Ludo
- 2010: La fonte des glaces jako Gabriel
- 2011: Śniegi Kilimandżaro (Les neiges du Kilimandjaro) jako Kelner
- 2011: Lubię patrzeć na dziewczyny (J'aime regarder les filles) jako Primo Bramsi
- 2012: Comme des frères jako Maxime
- 2013: Miłość po francusku (20 ans d'écart) jako Balthazar Apfel
- 2014:  Yves Saint Laurent jako Yves Saint Laurent
- 2015: Mężczyzna idealny (Un homme idéal) jako Mathieu Vasseur
- 2016: W głowie się nie mieści jako Strach (głos, dubbing w języku francuskim)
- 2016: Altamira jako Paul Ratier
- 2016: Nasza piątka (Five) jako Samuel
- 2016: Frantz jako Adrien
- 2016: Odyseja (L'odyssée) jako Philippe Cousteau
- 2017: Obietnica poranka (La promesse de l'aube) jako Roman Kacew/Romain Gary
- 2018: Ocalić i zginąć (Sauver ou périr) jako Franck Pasquier
- 2019: On i ona (Deux moi) jako Mathieu Bernard
- 2020: Kochankowie (Amants) jako Simon
- 2021: Agent specjalny: Misja Afryka (OSS 117: Alerte rouge en Afrique noire) jako OS 1001
- 2021: Czarna skrzynka jako Mathieu Vasseur
- 2021: Goliat (Goliath) jako Mathias Rozen
- 2022: Maskarada (Mascarade) jako Adrien
- 2023: Le Livre des solutions jako Marc Becker
- 2024: Hrabia Monte Christo jako Edmond Dantès/Hrabia Monte Christo/Lord Halifax
- 2024: Maya, donne-moi un titre jako Narrator